# Blaumaulagamen
Die Blaumaulagamen (Aphaniotis) sind eine in Südostasien vorkommende Gattung der Agamen. 

## Merkmale
Blaumaulagamen haben einen schlanken Körper und sehr lange und dünne Beine. Charakteristisch für die Gattung ist ein von vergrößerten, höckerigen Schuppen gebildeter Schnauzenfortsatz, namensgebend sind die blau gefärbten Mundschleimhäute. Die Rückenschuppen (Dorsalia) sind klein und unterschiedlich groß. Die Trommelfelle sind unter Schuppen verborgen, ihre Position ist aber durch vergrößerte Schuppen gekennzeichnet. Die Bauchschuppen (Ventralia) sind gekielt und stets größer als die Rückenschuppen. Kämme auf Nacken und Rücken sind nur spärlich ausgebildet.

## Lebensweise
Blaumaulagamen leben auf Büschen und Bäumen in Regenwäldern des Flach- und Hochlandes und halten sich bevorzugt in der Nähe von Gewässern auf. Sie ernähren sich von allerlei Gliederfüßern.

## Arten
Es gibt drei Arten:
| Foto | Wissenschaftlicher Name                  | Trivialname                    | Verbreitung                                             |
| ---- | ---------------------------------------- | ------------------------------ | ------------------------------------------------------- |
|      | Aphaniotis acutirostris Modigliani, 1889 | Spitzschnäuzige Blaumaulagame  | Sumatra, vorgelagerte Inseln                            |
|      | Aphaniotis fusca (Peters, 1864)          | Stumpfschnäuzige Blaumaulagame | Malaiische Halbinsel, Sumatra, Natuna-Inseln und Borneo |
|      | Aphaniotis ornata (Lidth de Jeude, 1893) | Horn-Blaumaulagame             | Borneo                                                  |